# Fidel Tricánico
Fidel Tricánico (Montevideo, 21 de gener de 1915 — ?) fou un boxejador uruguaià de destacada participació en els Jocs Olímpics d'estiu de 1936.
El 1936 va ser eliminat en quarts de final de la categoria dels pesos mosca, després de perdre el combat contra l'alemany Willy Kaiser.
Formà part d'una delegació de boxejadors sud-americans no professionals que s'enfrontà a Chicago el 1937 a una selecció que representava la "Catholic Youth Organization".